# DF-5
El Dongfeng 5 o DF-5 (en chino 东风-5, literalmente viento del este 5) fue el primer misil balístico intercontinental desarrollado por la República Popular China. Consta  de 2 etapas, su longitud es de 32,6 m y su diámetro de 3,35 m; pesa 183 t y su alcance está comprendido entre los 12 a 15 000 km. Su primer vuelo tuvo lugar en 1971 y su desarrollo operacional se prolongó hasta el año 1981. Puede transportar ojivas termonucleares de 3 megatones de potencia. Se desarrolló como complemento del misil DF-4 de menor alcance. Y a pesar del desarrollo de su sucesor, el DF-31A, ha sido modernizado y sigue operativo junto a este.

## Historia

Misiles balísticos intercontinentales chinos DF-5A y DF-5B.

En la década de 1960, el Comité Central del Partido Comunista de China constató el empeoramiento de las relaciones sino-soviéticos y consideró que debía fortalecer su capacidad de disuasión nuclear estratégica y considerar tanto a los Estados Unidos como a la Unión Soviética como oponentes potenciales al mismo tiempo. Como consecuencia el desarrollo de misiles balísticos intercontinentales se incluyó en la agenda.
En marzo de 1965, el 7.º Instituto de Investigación del Departamento de Industria Mecánica (actualmente la Academia China de Tecnología de Vehículos de Lanzamiento (CALT), Instituto Tecnológico de Investigación Yuanqi) planeó desarrollar 4 misiles balísticos en los próximos 8 años. Propuso el plan a la Comisión Militar Central. Dos meses antes, en enero de 1965, el Quinto Instituto de Investigación del Ministerio de Defensa se separó en el Séptimo Departamento de la Industria de Máquinas, y la primera rama bajo su control fue movida al Primer Instituto de Investigación. De los cuatro tipos de misiles balísticos planeados para el proyecto "Ocho años cuatro diseños" los misiles DF-2A y DF-3 de la categoría MRBM  estaba casi listo para completarse. Por lo que IRBM con un alcance más largo. El instituto decidió dedicar su esfuerzos para completar el ICBM.
El plan estableció claramente el desarrollo de dos misiles; el DF-4 (IRBM) con un alcance máximo de 4000 km y una carga útil de 2200 kg y el DF-5 (ICBM) con un alcance máximo de 12 000 km y una carga útil de más de 3,000 kg que se completarían en 1970 y 1972, respectivamente. El DF-5 sería un misil balístico intercontinental con un alcance estimado estuvo entre 10 a 12 000 km, con el cual podía llegar hasta algunas zonas del oeste de Estados Unidos . El proyecto fue dirigido por Tu Shou'e (屠守锷) y Li Xu'e ( 李绪鄂), como asistente. Ambos habían recibido capacitación especial en los EE. UU.  El desarrollo de cohetes comenzó en 1966, pero al principio, el trabajo se retrasó debido a la influencia de la Revolución Cultural. 
Según el plan, el DF-5 será un misil de dos etapas, y la primera y segunda etapa se desarrollarán nuevamente. El Primer Instituto de Investigación estaba pensando en desarrollar cuatro nuevas tecnologías para cumplir con los requisitos de diseño del DF-5. Primero, desarrollar un nuevo motor con un gran empuje, lo cual conlleva además nuevos combustibles líquidos, y turbobombas. Segundo, adoptar una nueva teoría de control óptima para el control de vuelo, es decir, sistemas de control de inercia y vuelo, computadoras de a bordo, el misil está equipado con la primera computadora de circuito integrado de China. Tercero, usar una nueva aleación de aluminio y cobre de alta resistencia. Y cuarto, desarrollar un dispositivo de ayuda de penetración para la liberación de ojivas nucleares que incorporara. 
La introducción de las nuevas tecnologías sofisticadas mencionadas anteriormente fue extremadamente difícil, y la prueba de lanzamiento del DF-5 tuvo éxito por primera vez el 10 de septiembre de 1971, 20 meses después del DF-4.  En julio de 1967, el Primer Instituto de Investigación aconsejó a los líderes políticos chinos que deberían abandonar el desarrollo del DF-4 y concentrar los recursos en el DF-5. Las capacidades de alcance y carga útil del DF-5 pueden cubrir los objetivos de ataque del DF-4 como se muestra en "Grande y Pequeño". Al concentrar el personal y los fondos en el DF-5, se alcanza la fecha límite para el objetivo de desarrollo. En respuesta a esta recomendación, los líderes políticos advierten de los mayores obstáculos técnicos en el desarrollo de DF-5 que en DF-4, y si el desarrollo no tiene éxito cuando se integra en DF-5, los misiles IRBM e ICBM Instruyó al Instituto Daiichi para continuar desarrollando DF-4 y DF-5 en paralelo.
En marzo de 1969 se produjo conflicto fronterizo sino-soviético, lo que provocó que proyecto se activara, y el 14 de junio de ese año se completó el motor de la primera etapa. El diseño se completó en 1970 y el motor se probó con éxito en noviembre. El primer cohete de prueba, llamado "Producto 01-Y1", se completó en junio de 1971. Tres meses después, en septiembre de 1971, tuvo lugar su lanzamiento en la Base Shuang Chen Tzu. Sin embargo, debido a un error en el software en la computadora de a bordo la segunda etapa del misil deja de funcionar antes de lo esperado, y el misil cayó a 565 km de su objetivo. En noviembre del año siguiente, 1972, en la prueba del segundo misil, dos de los cuatro motores no se encienden, y los sistemas hace una parada de emergencia y el misil no despega. El mismo misil fue disparado en abril de 1973, pero explota en el aire. 
Tras estos intentos fallidos, el primer ministro chino, Zhou Enlai, ordenó congelar el programa. Los cuatro misiles que ya han sido construidos fueron modificados a la versión Larga Marca 2 para lanzar satélites. Los sistemas de control del primero de ellos fallaron y se envió una orden de destrucción en vuelo, y el satélite a bordo se perdió. En 1975, sin embargo, se reanudó el trabajo en el DF-5. Para 1978, los otros 3 cohetes Larga Marcha situaron en órbita satélites. Después de algunas mejoras, los científicos chinos realizaron seis lanzamientos de DF-5 entre enero y octubre de 1979, todos los cuales tuvieron éxito. En 1979 se realizaron cuatro lanzamientos de prueba de medio alcance, el 7 de enero, el 15 de julio, el 21 de agosto y el 4 de septiembre. Y quizás un quinto en octubre. El 12 de febrero de 1980, el gobierno chino aprobó un lanzamiento a gran escala (9000 km). El misil, sin una ojiva real y con nombre en código 580A, se lanzó el 18 de mayo a las 10:10:23 hora local. Voló 29 minutos y 57 segundos, recorrió 9070 km y cayo en el Pacífico Sur occidental entre las Islas Gilbert, las Islas Salomón, Fiji y las Nuevas Hébridas. Los restos fueron recogidos de un grupo de batalla de la Armada. El 21 de mayo se realizó un segundo disparo, que fue un fallo parcial ya que el misil se desvió unos 1500 km de su alcance.
El 1 de octubre de 1984, se exhibieron tres nuevos cohetes en el desfile militar del 35 aniversario de la fundación de la República Popular China en Beijing.
El 10 de noviembre de 1983 se inició el proyecto de modernización de DF-5 con el objetivo de mejorar el alcance, la operabilidad y la confiabilidad del DF-5. El 19 de diciembre de 1986, el primer instituto de investigación del Departamento de Ingeniería Mecánica, el 7.º Departamento de Industria Mecánica, completó el desarrollo La versión mejorada de DF-5, fue llamada DF-5A (CSS-4A en occidente). Amplió su alcance a 13 000 kmy mejoró el sistema de posicionamiento para una mejor guía al objetivo y conseguir una precisión (CEP) de unos 500 m. Aumentó el peso de la cabeza de combate del misil, desde 3 a 3,2 toneladas. Esta versión cuenta con ojivas MIRV.

## Almacenamiento y lanzamiento
Debido a que esta información pertenece al gobierno chino, la cantidad actual de misiles DF-5/5A se mantiene en secreto, pero se estima en cerca de 10 a 30 unidades disponibles. Según algunos reportes del año 2000, los misiles se encuentran repartidos en tres brigadas de artillería en China, las brigadas 803, 804 y 818.

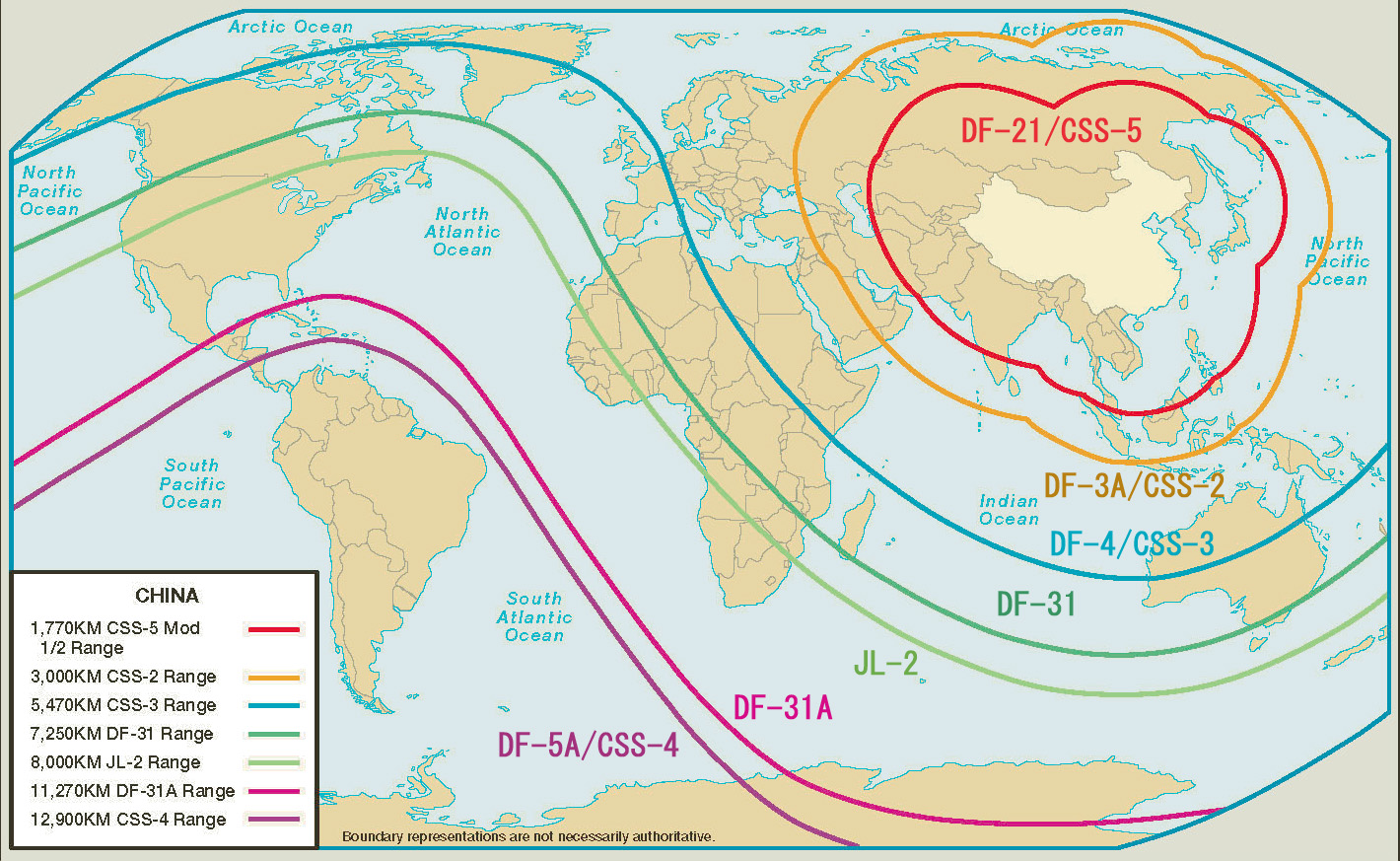
Alcance de algunos misiles chinos, entre ellos el DF-5.

El misil pesa casi 200 toneladas, los misiles de peso similar: el Titan II de EE. UU. emplea el método de lanzamiento en caliente desde dentro del silo, los motores del misil se encienden dentro del silo. Mientras que los R-36 o R-36M soviético de 200 toneladas emplea un lanzamiento en frío, o de mortero, un dispositivo pirotécnico es el encargado de expulsar al misil del silo y los motores se encienden en el exterior. Debido a las dimensiones del misil el coste del silo reforzado antinuclear excedería el coste del misil. Los dirigentes chinos examinaron cuidadosamente el método de lanzamiento del DF-5 desde el punto de vista de la viabilidad y efectividad. Se estudiaron varia alternativas: silos subterráneo, lanzamiento desde el barco surcando el río Yangtze, lanzamiento desde plataformas ferroviarias y otros métodos fijos basados en tierra- Se decidió adoptar inicialmente el método de disparo de silo subterráneo del tipo retráctil en el mismo. Como resultado del plan de desarrollo del silo de misiles "Plan 319", a finales de 1980 se completaron dos silos de misiles de prueba. 
Los dirigentes chinos se apresuraron a desplegar el DF-5, y antes de que se completara el plan de desarrollo del silo de misiles "Plan 319", se formó un equipo de capacitación para DF-5 en menos de un mes desde el lanzamiento de la prueba de lanzamiento para el Océano Pacífico, en agosto de 1981. Los misiles fueron desplegados temporalmente. La brigada 803 se situó en las montañas de la provincia de Hunan. Como resultado del "plan 319", a finales de 1980 se completaron dos silos de misiles de prueba. El silo de prueba se usó para probar la compatibilidad de los misiles, la interfaz electromecánica, el bombeo de propergoles y la transmisión de datos de información objetivo. Se realizaron y examinaron varias pruebas utilizando un silo de prueba. El despliegue auténtico de las tropas de combate para operar el misil de almacenamiento en silos subterráneos, se inició en agosto de 1981. En 1981 y 1982, los dos primeros DF-5 fueron adoptados por el Segundo Cuerpo de Artillería.
En 1995 los medios chinos informaron sobre el proyecto Gran Muralla Subterránea de China, una red de túneles en los montes Taihang (太行山) entre las provincias de Hebei (河北) y la de Shanxi (山西). Una gran cantidad de misiles DF-5 se pueden almacenar o maniobrar allí. Y desde el preajuste después del lanzamiento del pozo, se lanzaron muchos silos lanzados o directamente conectados al túnel. El Proyecto Gran Muralla resolvió hasta cierto punto el problema de la baja tasa de supervivencia de los misiles de combustible líquido. Al aire libre es fácil ser descubierto por satélites de otros países, sin embargo si el movimiento del misil y la preparación del lanzamiento se realiza en una gran cueva de montañas, no es fácil de encontrar. 
El Misil DF-5 podía ser lanzado desde cualquier silo reforzado bajo la modalidad de hot-launch system. Se estima que se fabricaron cerca de 25 unidades de la versión DF-5/5A. Debido a que usaba combustible líquido, su preparación para el lanzamiento se debía realizar a lo menos con dos horas de anticipación para lograr el máximo alcance.
En un principio, los misiles estaban almacenados en las laderas de las montañas, haciendo que la carga de combustible fuese en posición horizontal y luego movían el misil hasta una plataforma de lanzamiento. Luego se comenzó la construcción de silos subterráneos, los cuales hacían la carga en forma vertical, logrando que el misil siempre estuviera disponible para lanzamiento inmediato. A partir de 1981, los misiles se construían directamente en los silos de China Central, para mantenerlos siempre listos para su posible lanzamiento.

## Versiones
EL misil "Dongfeng-5" ha sufrido repetidas modernizaciones.
- DF-5  (CSS-4 mod.1): versión inicial del misil, equipado una única ojiva nuclear y capaz de cubrir una distancia de 10 000 y 12 000 km;[8]
- DF-5A (CSS-4 mod.2): en noviembre de 1983, China inició el programa DF-5A, Se mejoraron principalmente el rendimiento del motor y la precisión. El alcance del "Dongfeng-5A" es significativamente mayor que 12 000 km. Dependiendo de la distribución de la carga, de entre 13 000 y 15 000 km, lo que realmente da cuenta de la cobertura global. También se modificó la ojiva para transportar múltiples cabezas (MIRV). La ojiva múltiple de tipo dividido puede mejorar significativamente la capacidad de penetración del misil. A medida que los sistemas de defensa antimisiles continúa desarrollándose, se requieren sistemas más complejos para traspasarlas y equilibrar. Dado que "Dongfeng-5A" es un misil intercontinental relativamente maduro con el mayor espacio interno, debería ser prudente elegir un modelo que lleve una ojiva múltiple con una guía dividida. Basado en la capacidad de carga del DF-5A y la forma del carenado de la cabeza, el misil podría estar equipado con seis vehículos de reentrada, cada uno con una masa de 600  kg , que sería equivalente al tamaño del carga única del DF-21. Aparentemente, la segunda etapa tendría cuatro motores vernier, que se encenderían durante un período de 190 segundos después de que el motor principal se detuviera. Esta peculiaridad le permitiría dirigir sus vehículos de reentrada de acuerdo con una amplia gama de posibilidades.[8] Sin embargo, muchas dificultades técnicas habían impedido el progreso del programa. Actualmente es imposible saber si estas mejoras fueron realmente implementadas. La Federación de Científicos Americanos (FAS) afirma que, a pesar de la capacidad teórica para desarrollar cargos militares esperados, China no ha desplegado, ni probado, sistemas MIRV o vehículos de reentrada MRV, principalmente por el costo exorbitante de diseñar y poner en marcha dicho sistema. En este fuerte estrés también se suma la falta de necesidad militar, el sistema aparentemente no constituye una necesidad vital para China.[9] Mientras que en cambio, otros analistas, como John Tkacik, del International Assessment and Strategy Center (Centro Internacional de Evaluación y Estrategia), afirman que China ya ha probado los sistemas MIRV y ya está equipando sus misiles balísticos con estos dispositivos.[10] Un informe del Departamento de Defensa de EE. UU. de 2015 lo consideraba fuera de servicio.

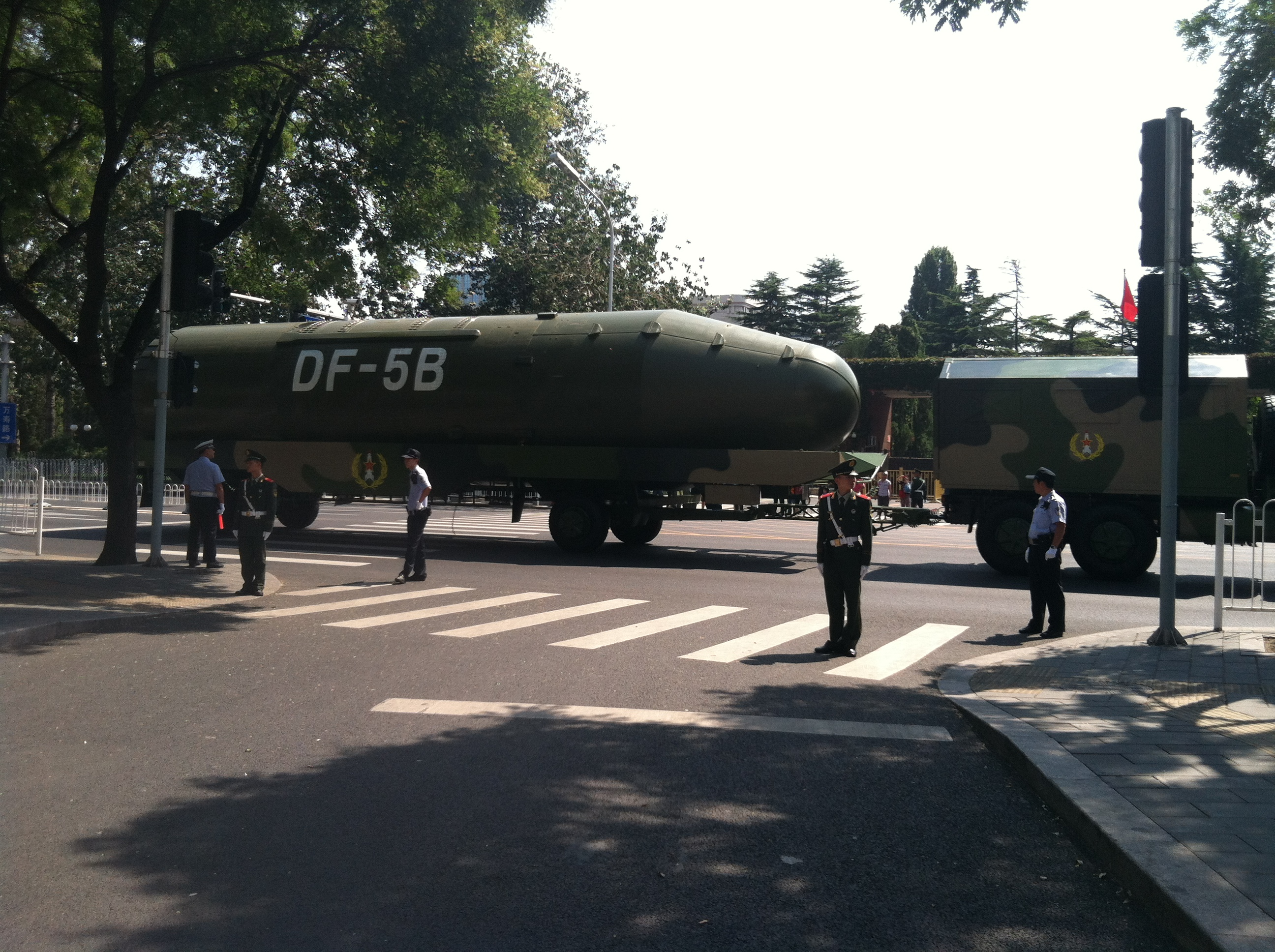
CSS-4 DF-5B

- DF-5B (CSS-4 mod.3): Sobre la base del "Dongfeng-5A", se desarrolló la versión "Dongfeng-5B" (DF-5B) capaz de transportar múltiples ojivas guiadas. El cuerpo de "Dongfeng-5B" es básicamente el mismo que "Dongfeng-5A" la principal diferencia se aprecia en el carenado de cabeza del misil. De acuerdo con la carga de "Dongfeng-5" se especula que pueden llevar alrededor de 4-6 ojivas, incluso Algunos medios elevan el número a 9 ojivas. En 2006, el misil "Dongfeng-5B" capaz de transportar una ojiva multi-guiada fue probado con éxito y se ha puesto en servicio activo.[11] El informe de 2015 del Departamento de Defensa de los Estados Unidos afirma que esta armado con MIRV.[12] En el desfile militar del 3 de septiembre de 2015, "El 70 aniversario de la victoria de la guerra anti-japonesa", se presentó en público el misil intercontinental "Dongfeng-5B".[13][14][15] El comentarista mencionó que este modelo transporta una "ojiva múltiple".[16] El 29 de septiembre de 2015, los medios militares chinos informaron que la Segunda Fuerza de Artillería probó con éxito el lanzamiento nocturno de un misil balístico intercontinental "Dongfeng-5B".[17]

- DF-5C: En enero de 2017, China realizó una prueba de misiles intercontinentales y probó el nuevo misil Dongfeng-5C,[18] que llevaba 10 ojivas sub-guiadas.[19] El 31 de enero de 2017, el artículo del periodista británico  Bill Getz en "Freedom Lighthouse" dijo que dos funcionarios del Pentágono familiarizados con la situación confirmaron que China realizó una prueba de misiles Dongfeng-5C a principios de ese mes. El misil lleva 10 vehículos de reentrada de reconstrucción secundaria, a saber, MIRV (ojivas guiadas divididas).[20][21][22] Las agencias de inteligencia de EE. UU. prestaron mucha atención a esta prueba;[23] según el sitio web de las Páginas Estratégicas de EE. UU .: El Dongfeng 5C puede transportar 10 ojivas de maniobra hipersónicas. La velocidad máxima de penetración de la ojiva después de la reentrada es de 19 Mach. Se puede usar para muchas veces en maniobras de giro de sobrecarga orbitales y grandes. La trayectoria de reentrada es impredecible en la actualidad. La tecnología antimisiles no puede ser interceptada en absoluto ".[24] Según expertos militares rusos, el misil Dongfeng-5-C posee la capacidad de transportar una sola ojiva nuclear con un poder explosivo de varios millones de toneladas y un alcance máximo de hasta 14 000 km o 10 ojivas nucleares de pequeño tamaño con una capacidad de 15 a 300 000 toneladas de TNT con un alcance de 9000 kilómetros y se puede utilizar para seleccionar libremente un blanco dentro de un radio de 200 kilómetros. El CEP (error de probabilidad circular) de varias ojivas mide solo 50 metros[25]

## Ojiva
Debido a la poca precisión, el DF-5 solo se puede utilizar contra "objetivos blandos", como centros de población, complejos industriales , instalaciones portuarias y cruces ferroviarios. Los expertos estadounidenses y de la OTAN lo consideran un arma de segundo ataque. La versión mejorada DF-5A, por otro lado, se clasifica como un arma de primer golpe.
El DF-5/5A puede cargar dos tipos de ojivas: nuclear o un vehículo de reentrada múltiple e independiente (MIRV). Se encuentra equipado con cuatro motores que le dan manejo y sustentan la propulsión durante 190 s tras el desprendimiento del motor principal, permitiendo apuntar con el MIRV a los objetivos deseados.

## Especificaciones
| System                                            | Dongfeng 5 / DF-5                                                                     | Dongfeng 5A / DF-5A                                         |
| ------------------------------------------------- | ------------------------------------------------------------------------------------- | ----------------------------------------------------------- |
| código de la OTAN                                 | CSS-4                                                                                 | CSS-4A                                                      |
| Año desarrollo                                    | 1979                                                                                  | 1986                                                        |
| Configuración - combustible - comburente          | 2 etapas de propergoles líquido UDMH (dimetilhidracina) tetróxido de nitrógeno (N2H4) | 2 etapas de propergoles líquido UDMH tetróxido de nitrógeno |
| Longitud                                          | 33,00 m                                                                               | 36,00 m                                                     |
| Diámetro cuerpo                                   | 3.350 mm                                                                              | 3.350 mm                                                    |
| Peso lanzamiento                                  | 183.000 kg                                                                            | 183.000 kg                                                  |
| Carga útil                                        | 3.900 kg                                                                              | 3.200 kg                                                    |
| Ojiva                                             | Nuclear 3.000 o 5.000 kT                                                              | Nuclear 4-6 MIRV de 350 o 500 kT                            |
| Alcance efectivo                                  | 12.000 km                                                                             | 13 000 km                                                   |
| Sistema de guía                                   | inercial con computadora a bordo                                                      | inercial con computadora a bordo                            |
| Precisión (CEP)                                   | 1.000-1.500 m                                                                         | 500 m                                                       |
| Despliegue                                        | silo, móvil                                                                           | silo, móvil                                                 |
| Tiempo de preparación para lanzamiento silo móvil | min 45~60 120~180                                                                     | min 45~60 120                                               |

### Propulsión
La propulsión de las etapas del misil es proporcionada por:
- La primera etapa consta de un motor YF-6, el cual consiste de 4 estabilizadores de 75 t de empuje YF-20, alimentados por una mezcla hiperbólica de N2O4 y UDHM
- La segunda etapa utiliza un motor YF-24, consistente en 1 motor de estabilización de 75 t de empuje, junto a un motor YF-22 con 4 cámaras estabilizadoras laterales que queman N2O4/UDHM

## Uso espacial
China desarrolló su primer lanzador espacial, denominado Larga Marcha 1, a partir de su misil balístico DF-4, pero tenía una capacidad limitada y se empleó solo tres veces. Los dirigentes chinos deseaban objetivos más ambiciosos para su programa espacial. A mediados de la década de 1960, decidieron desarrollar, a partir del más potente misil intercontinental DF-5, dos series de lanzadores de capacidad media por un lado los Larga Marcha 2 (o CZ-2) en Beijing y por otro los Feng Bao 1 (FB 1) en Shanghái. Se construye un segundo centro de lanzamiento en Xichang en una región montañosa de Sichuan, que fue elegido por estar muy lejos de la frontera con la Unión Soviética. Se construye una red de seguimiento y orientación en Xi'an. El primer vuelo del lanzador Larga Marcha 2, que tiene lugar el 5 de noviembre de 1974. Y falló. El segundo lanzamiento, el 26 de noviembre de 1975, logró colocar el satélite FSW-0-1 en órbita. Los cohetes Larga Marcha se utilizan ampliamente en China y se convirtió en la base del programa espacial chino. La familia de lanzadores  cohetes Larga Marcha derivados del DF-5 se extiende hasta los Larga Marcha 3 y los Larga Marcha 4. Hasta 2016, se habían empleado alrededor de 200 unidades de estos cohetes, y su reemplazo por una segunda generación de lanzadores apenas está comenzando. La agencia espacial china ha enviado algunos satélites no tripulados y la nave de la misión Shenzhou mediante estos desarrollos derivados, aplicando así la capacidad de sus motores y la opción de convertirse en Vehículo Espacial.